# 西武建設
西武建設株式会社（せいぶけんせつ、Seibu Construction Co., Ltd.）は、日本の建設会社。現在はミライト・ワンの連結子会社だが、かつては西武グループの企業であり、2022年3月31日付で西武鉄道が保有する株式の内95%がミライト・ワンへ譲渡されたと同時に、西武グループから離脱した。

## 概要
土木・建設業、不動産業などを手掛ける。
かつての親会社であった西武鉄道を中心とした駅舎などの建築をはじめ、全国各地のプリンスホテル・苗場スキー場・横浜八景島・別荘地など、西武グループでの大規模施設の建設や公共工事受注、注文住宅、建売住宅の建築などを行っている。かつては西武所沢車両工場の経営母体企業となっていた時期があり、西武鉄道の車両製造も行っていた。
また、経済産業省によって2024年度に健康経営優良法人に認定されている。

## 沿革
- 1941年　東京耐火建材を設立
- 1946年　復興社に商号を変更
- 1961年　西武建設に商号を変更
- 1973年　所沢車両工場を西武鉄道に移管
- 2006年　旧西武造船及び宇品マリーナを新来島どっくに売却、造船関連事業から全面撤退
- 2022年　株式の一部譲渡に伴い、ミライト・ホールディングスの連結子会社となる。西武建設は西武グループから離脱
- 2022年　豊島区から江東区へ本店を移転

## かつての関係会社
- 西武建材

コンクリートやアスファルトなどの建材を製造する。2021年7月1日付で西武鉄道が保有していた全株式が東和アークスへ譲渡され、同年11月1日にSKマテリアルへ商号変更。かつてはこの他に化学製品を製造する西武ポリマ工業などがあった。